# 华喃峰寺
华喃峰寺，又译华南蓬寺，是泰国曼谷挽叻县的一座皇家佛寺。1996年，华喃峰寺为庆祝国王普密蓬·阿杜德（拉玛九世）登基50周年而进行了翻新。